# 苏瓦·里蒙尼·阿冲
苏瓦·里蒙尼·阿冲(英語：Su'a Rimoni Ah Chong, 1954年—)是萨摩亚政治家，萨摩亚前审计长。他目前是萨摩亚党的领导人。

## 生平
他是萨摩亚华裔。在他担任审计长期间，他致力于反对腐败问题。2003年5月，因其在反腐方面的努力，获得透明国际组织的廉正奖。

## 引用文献
1. ↑  Land Reform Bill not Samoan, says Samoa Party （页面存档备份，存于）, Radio New Zealand International, 30 April 2008